# کاسپایا
کاسپایا (به ایتالیایی: Cospaia) یک منطقهٔ مسکونی در ایتالیا است که در سان جیوستینو واقع شده‌است. کاسپایا ۳۵۷ متر بالاتر از سطح دریا واقع شده‌است.